# Magellanregenpfeifer
Der  20 Zentimeter große Magellanregenpfeifer (Pluvianellus socialis) ist die einzige Art aus der monotypischen Familie der Magellanregenpfeifer (Pluvianellidae) innerhalb der Ordnung der Regenpfeiferartigen (Charadriiformes) und kommt nur im südlichen Südamerika vor. Molekulargenetische Untersuchungen haben gezeigt, dass die Art eng mit den Scheidenschnäbeln verwandt ist.

## Aussehen
Die Magellanregenpfeifer ähneln in Körperbau und Verhalten den Steinwälzern. Rückengefieder und Brust sind hellgrau, ansonsten besitzt die Art weißes Gefieder, kurze rote Beine, einen schwarzen Schnabel und rote Augen. Jungvögel haben gelbliche Augen und Beine. Die Vögel geben taubenähnliche Rufe von sich.

## Verbreitung

Verbreitungsgebiet des Magellanregenpfeifers:
Brutvorkommen
Vorkommen außerhalb der Brutzeit

Die Art kommt in Feuerland und im Süden Patagoniens vor. Sie bewohnen im Sommer die Binnengewässer und Brachwasserlagunen. Zum Überwintern ziehen sie an die Küsten Argentiniens meist in der Nähe kleinerer Buchten oder Flussmündungen.

## Lebensweise
Magellanregenpfeifer ernähren sich von kleinen Wirbellosen, die sie ähnlich wie die Steinwälzer am Boden mit den Füßen freischarren oder unter Steinchen aufpicken.

## Fortpflanzung
In der Brutzeit verteidigen die beiden Altvögel einen ca. 300–500 Meter langen Uferstreifen gegen fremde Artgenossen. Magellanregenpfeifer brüten in Wassernähe und legen zwei große, graue mit dunklen Streifen versehene Eier direkt auf den Erdboden, gewöhnlich überlebt jedoch nur ein Jungvogel. Das Nest verlässt der Jungvogel erst im Alter von 4 Wochen. Danach wird er noch ca. 2 Wochen von beiden Alt Vögeln versorgt.

## Gefährdung und Schutzmaßnahmen
Die IUCN stuft diese Art als Near Threatened (potenziell gefährdet) ein. Die Gründe dafür sind die Zerstörung des Lebensraumes durch die Viehwirtschaft, Nachstellungen durch verwilderte Haushunde, Hauskatzen sowie die Verschmutzung des Lebensraumes durch Abwässer sowie Ölunfälle.  Zum Schutz der Art werden verwilderten Haustiere bekämpft, der Gesamtbestand überwacht. Des Weiteren ist diese Art in zahlreichen Naturschutzgebieten vertreten.